# سایلنت هیل: کتاب خاطرات
سایلنت هیل: کتاب خاطرات (به انگلیسی: Silent Hill: Book of Memories) یک بازی ویدئویی در سبک ترس و بقا است که توسط شرکت WayForward Technologies و برای پلی‌استیشن ویتا طراحی شده است. کونامی مسئولیت انتشار آن را برعهده خواهد داشت. این بازی در ۱ اکتبر ۲۰۱۲ در آمریکای شمالی عرضه می‌شود.